# فهرست وابسته‌های دیپلماتیک الجزایر

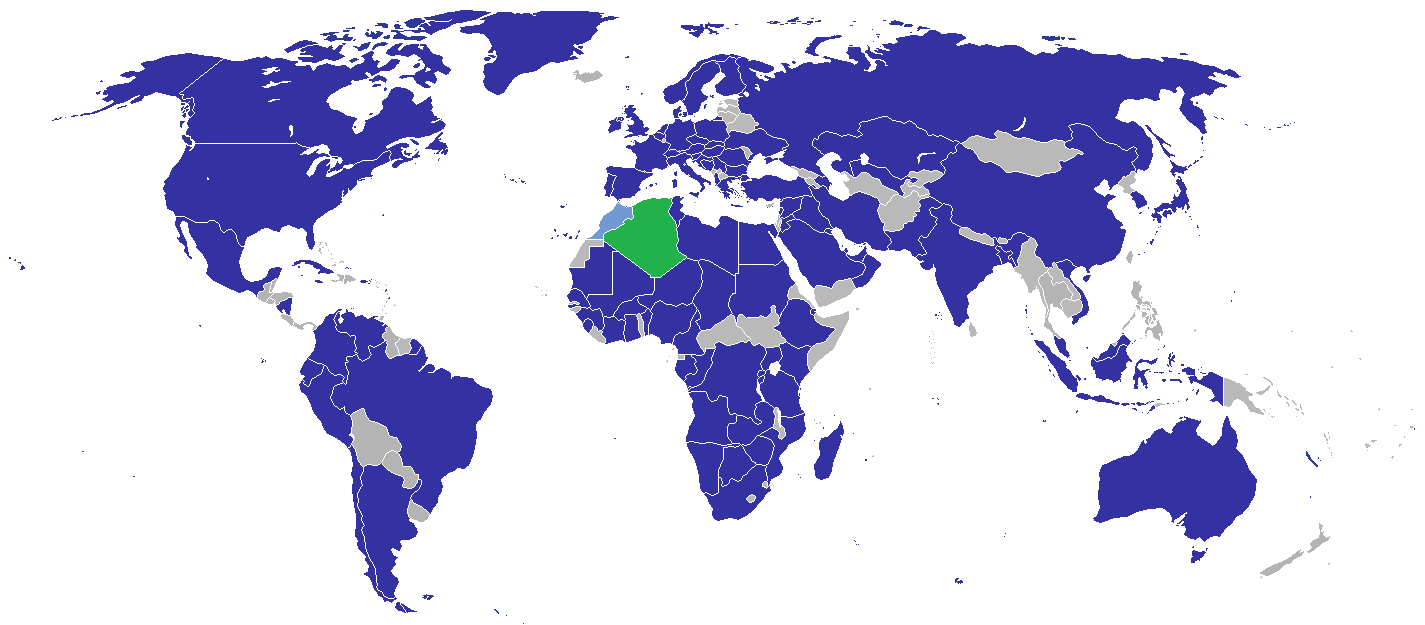
نقشه سفارتخانه‌های الجزایر

فهرست سفارت‌های الجزایر، فهرستی از مراکز سفارتخانه و کنسولگری کشور الجزایر در سراسر جهان است. الجزایر حضور دیپلماتیک قابل توجهی در جهان داشته و همچنین با استعمارگر سابق خود، فرانسه، ارتباطی گسترده‌تر دارد.

## آسیا

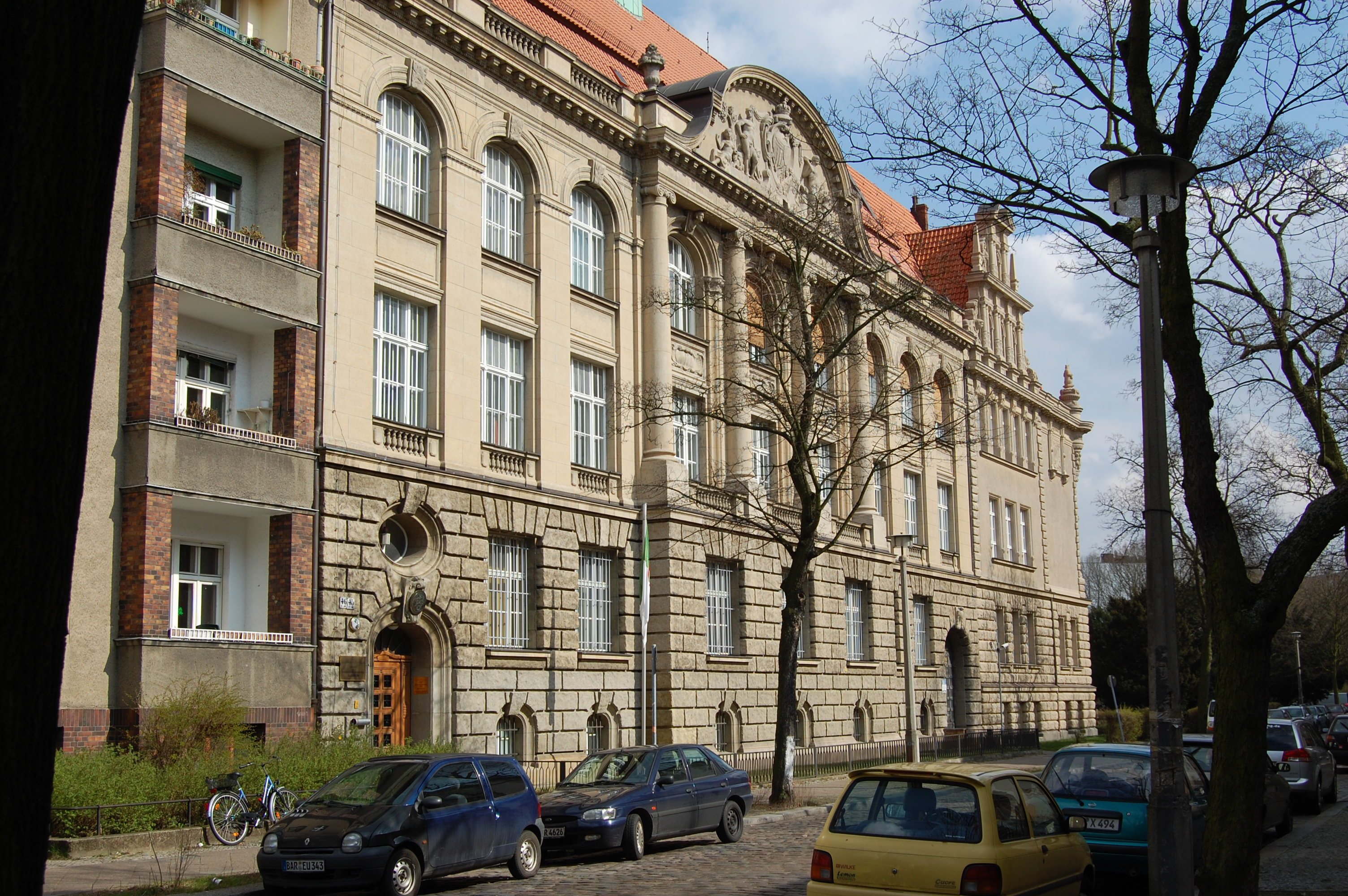
سفارتخانه الجزایر در برلین

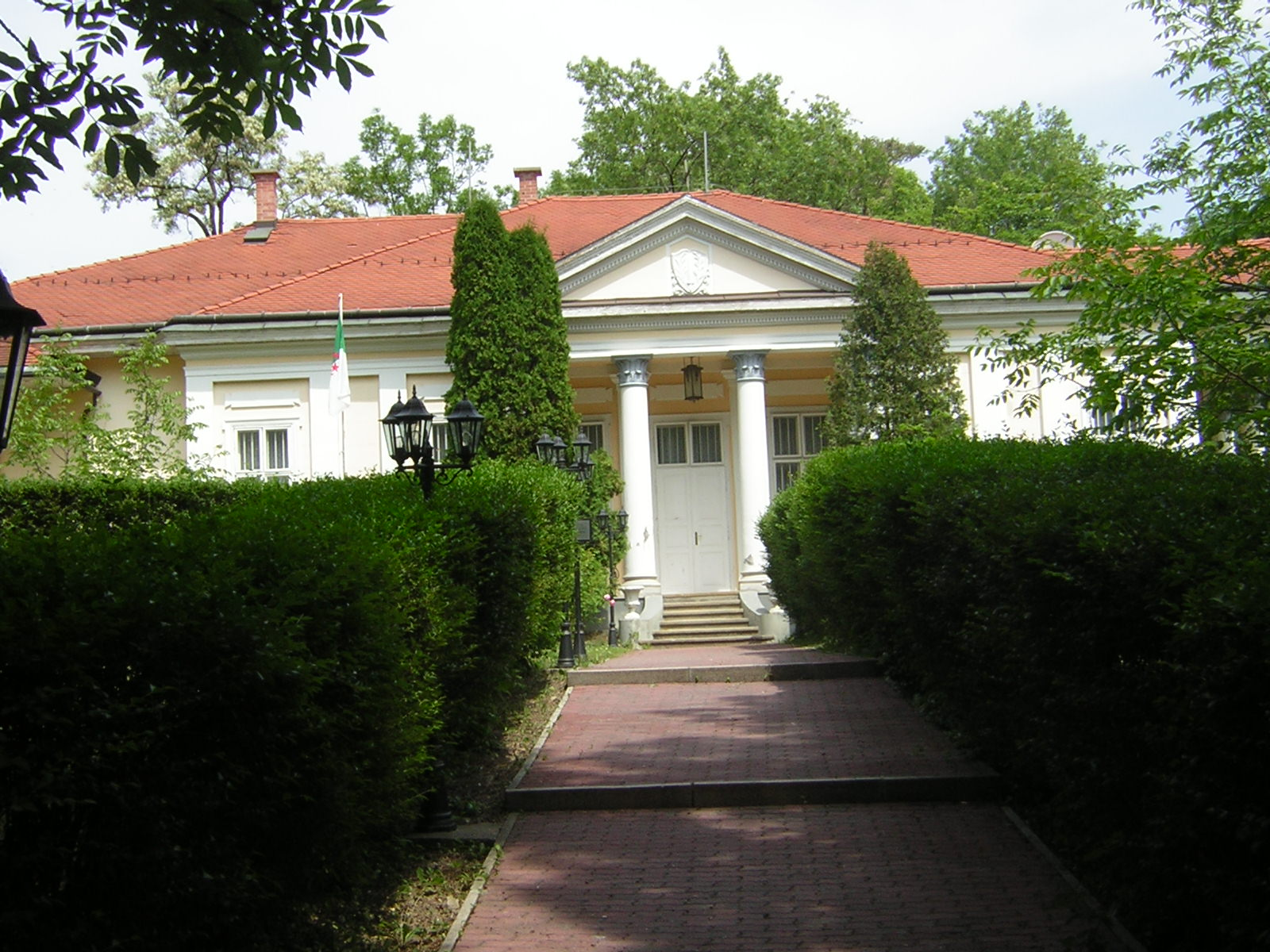
سفارتخانه الجزایر در بوداپست

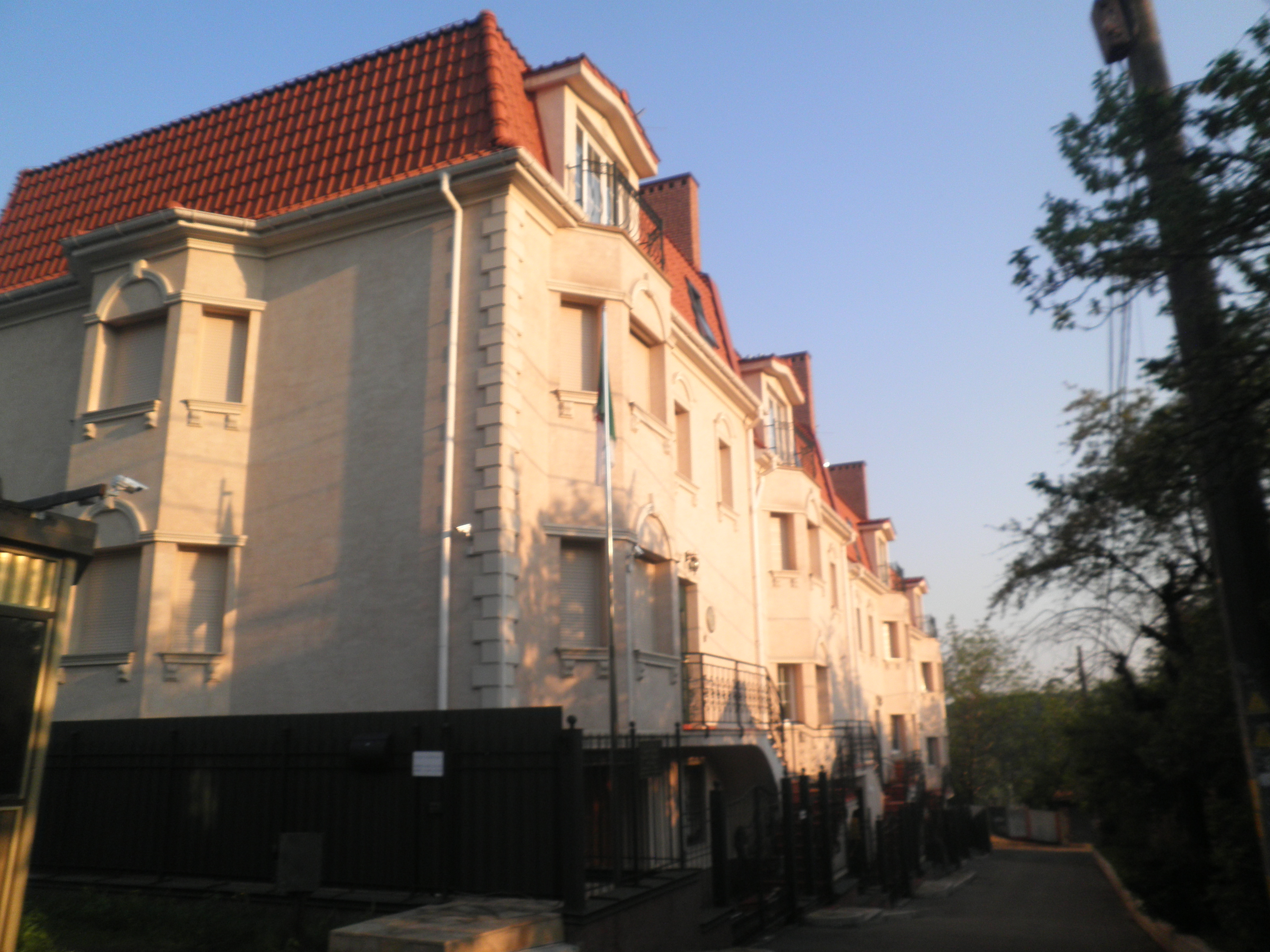
سفارتخانه الجزایر در کیف

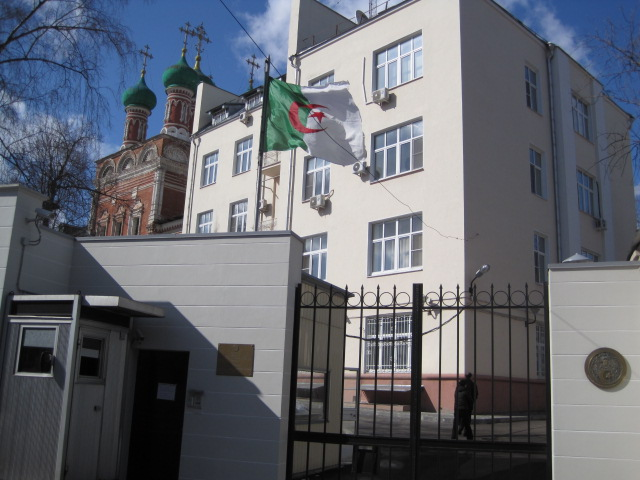
سفارتخانه الجزایر در مسکو

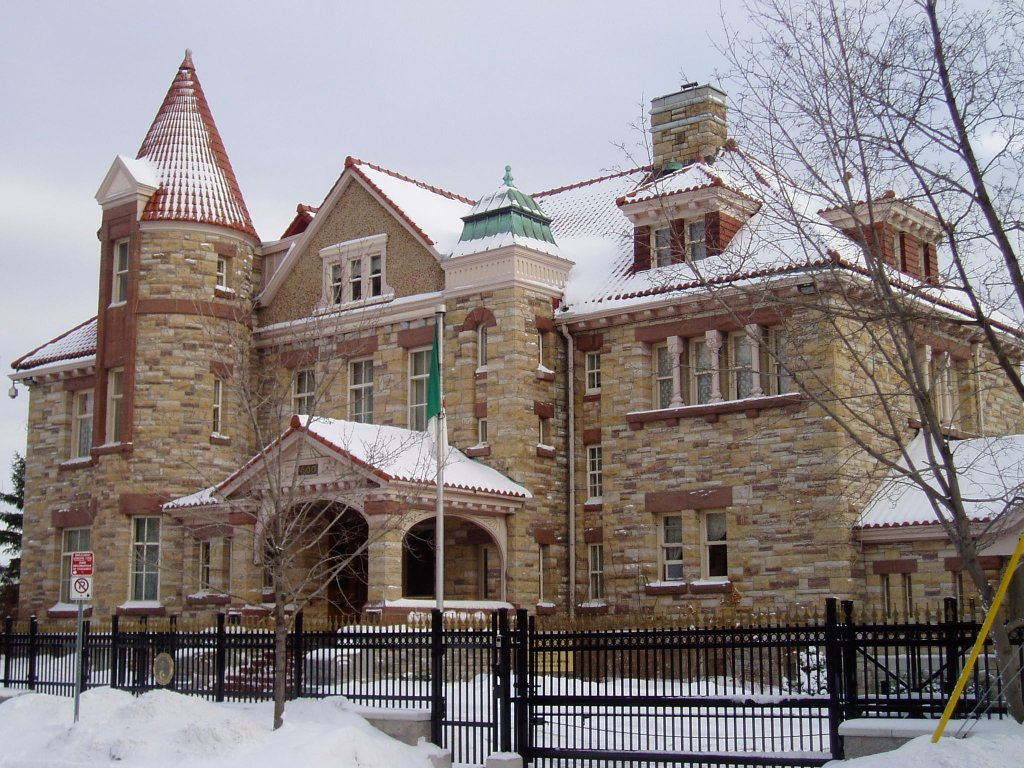
سفارتخانه الجزایر در اتاوا

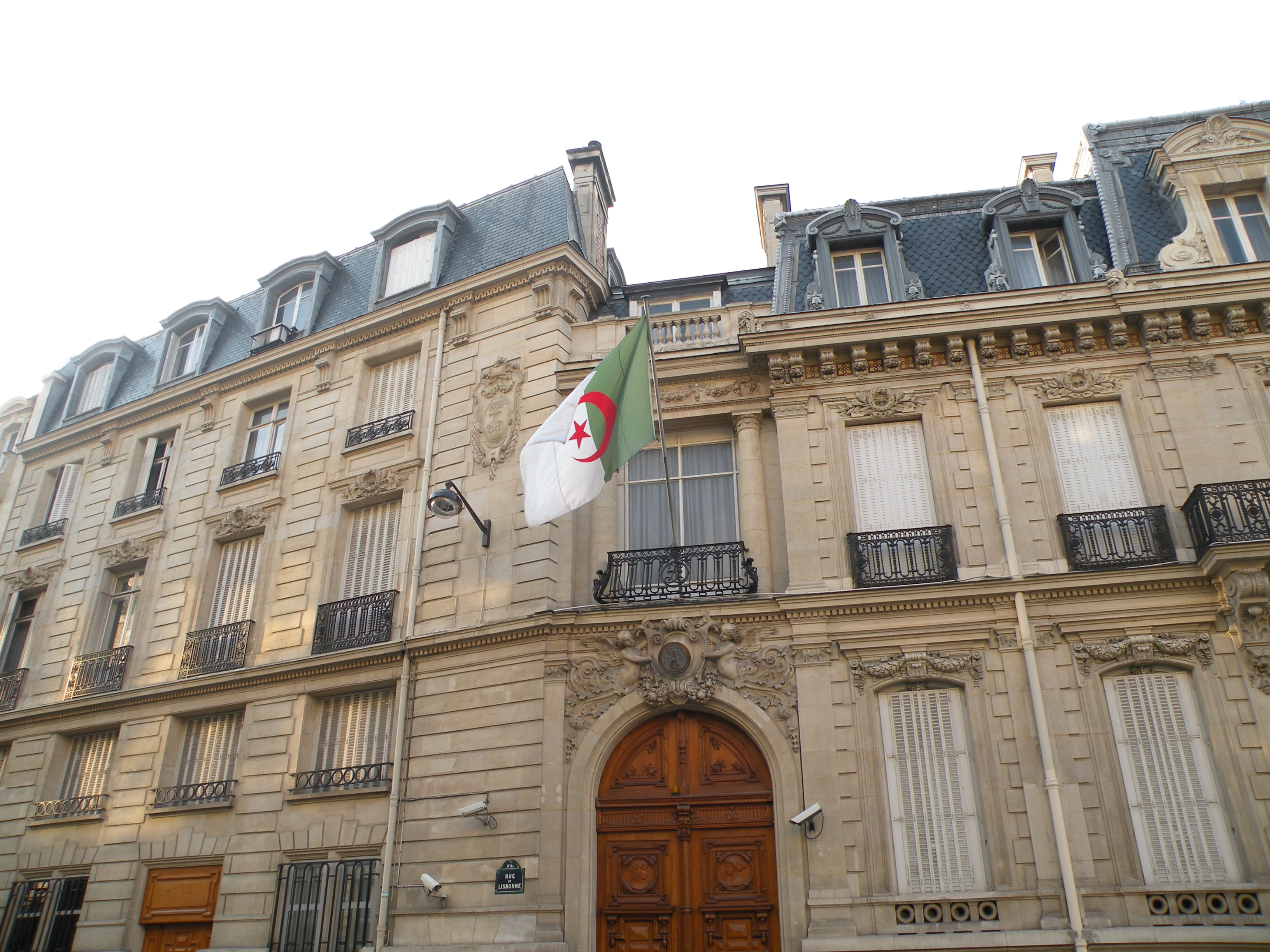
سفارتخانه الجزایر در پاریس

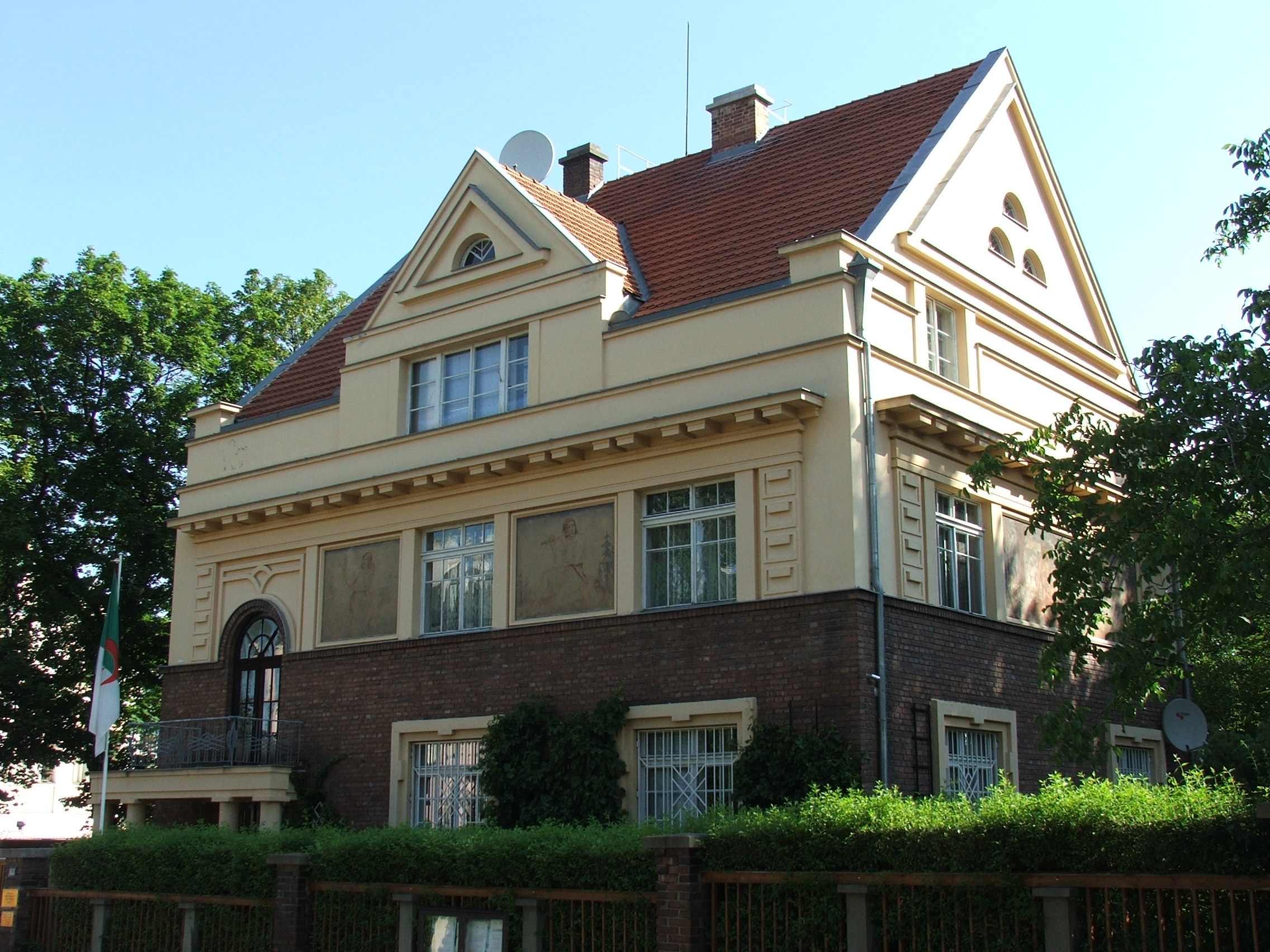
سفارتخانه الجزایر در پراگ

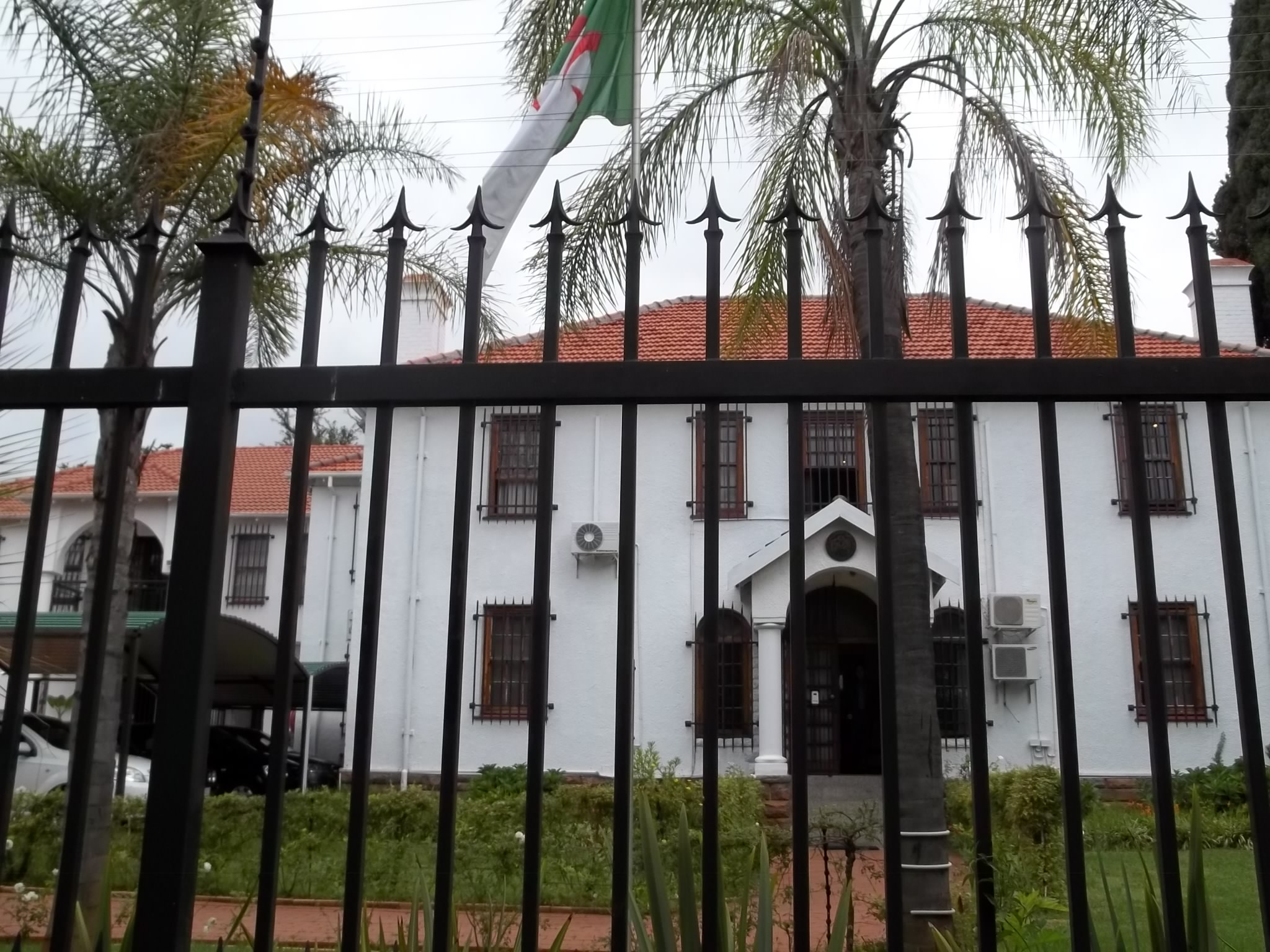
سفارتخانه الجزایر در پرتوریا

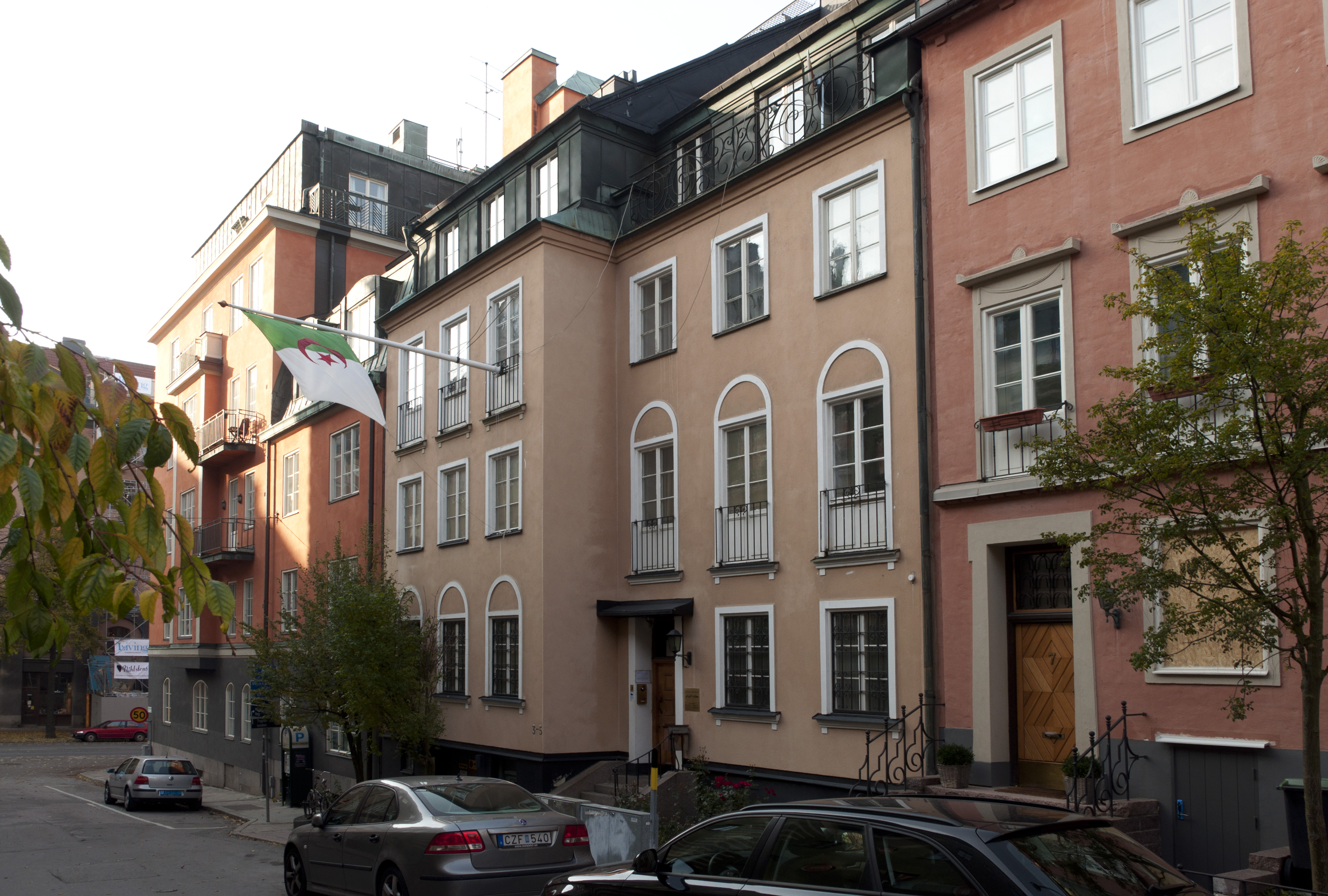
سفارتخانه الجزایر در استکهلم

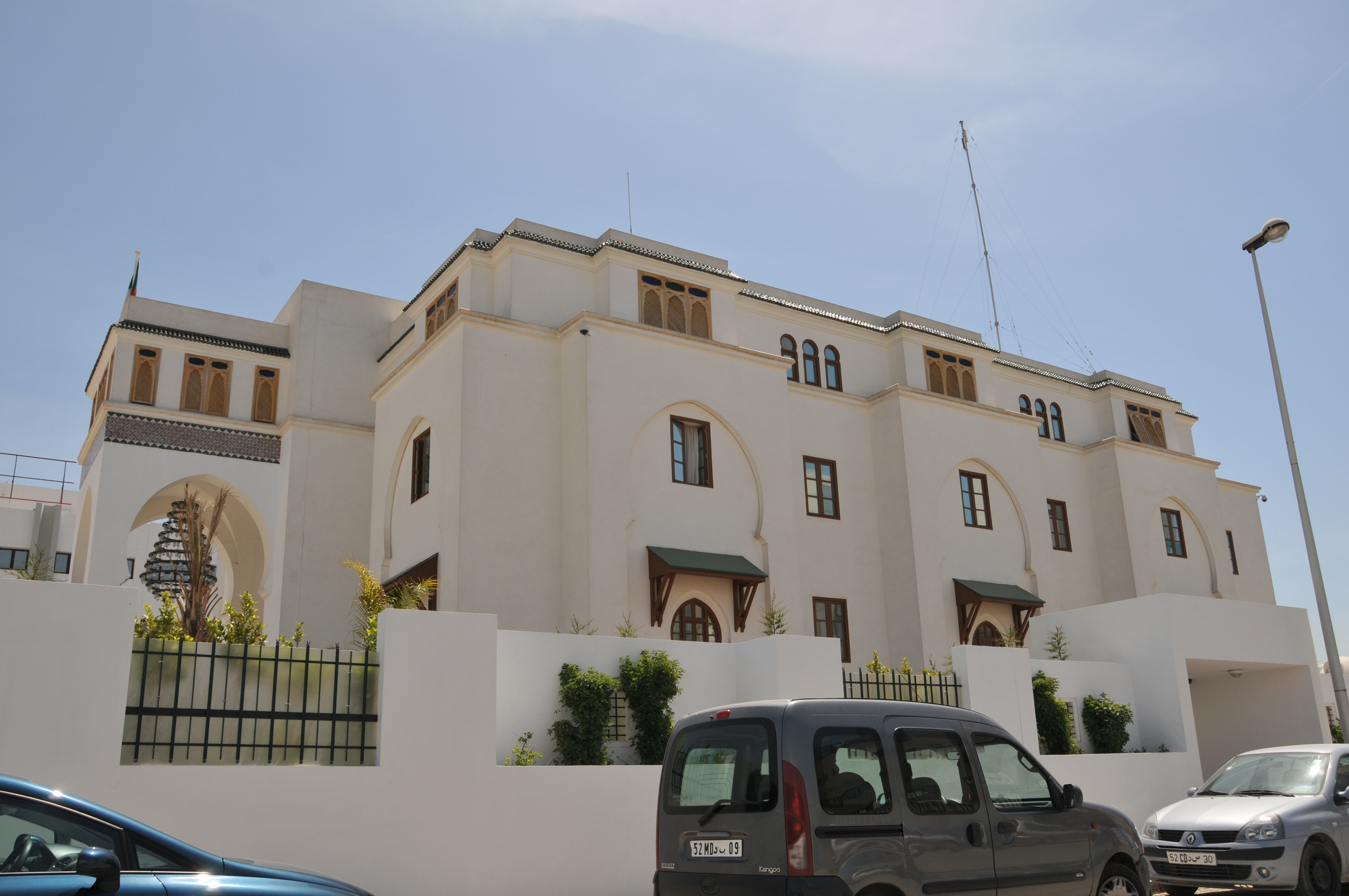
سفارتخانه الجزایر در تونس

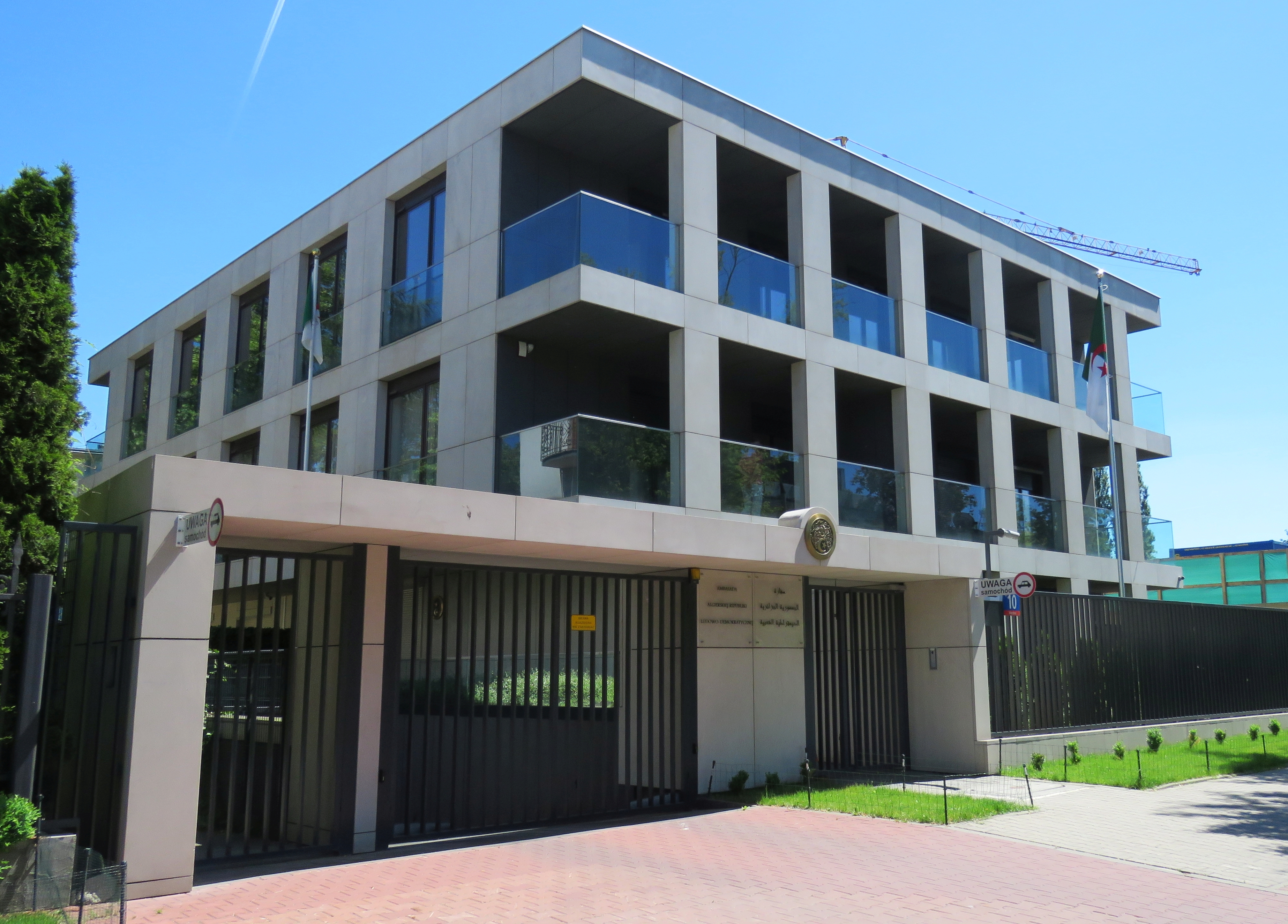
سفارتخانه الجزایر در ورشو

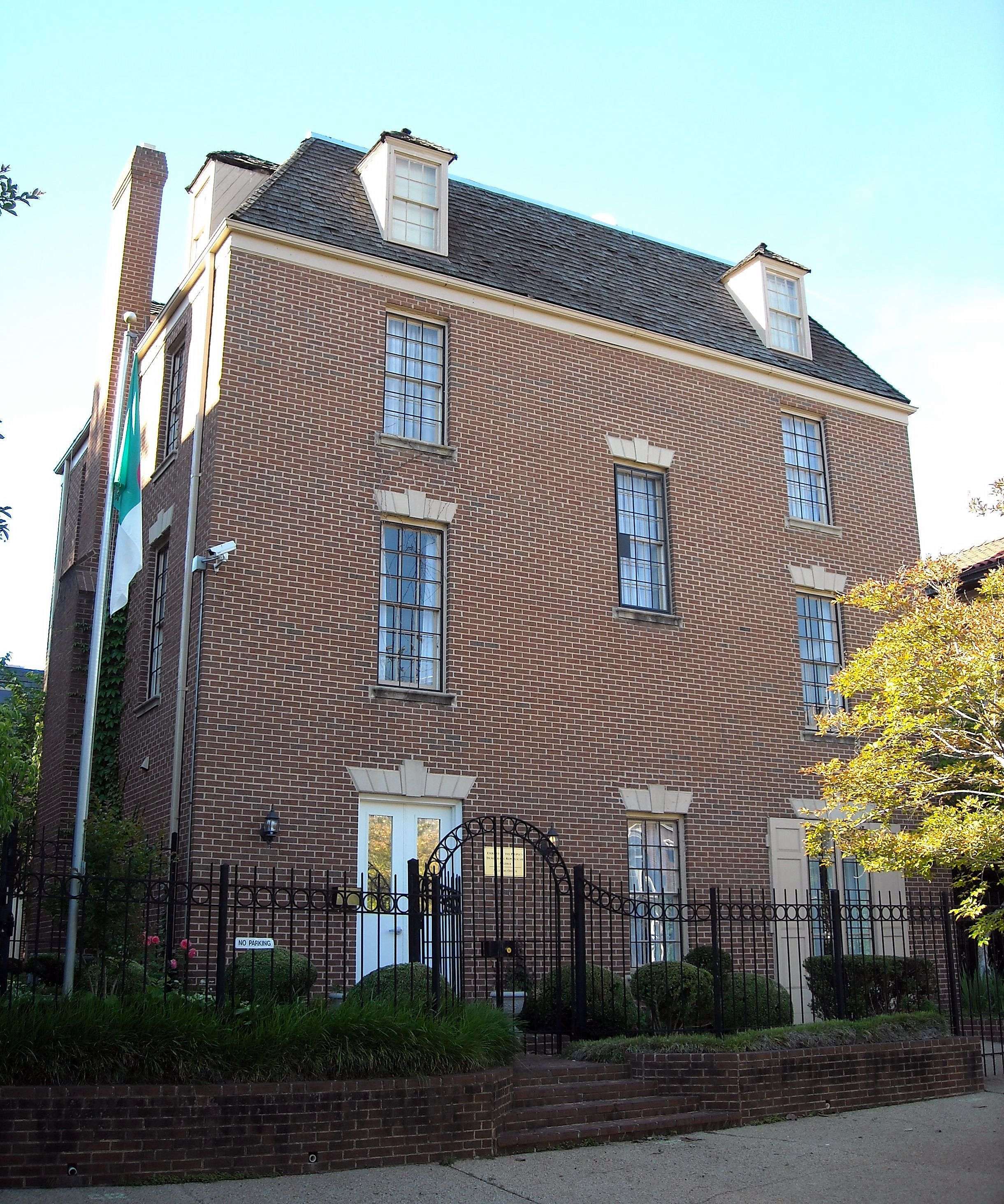
سفارتخانه الجزایر در واشنگتن دی سی

- جمهوری آذربایجان
  - باکو (سفارت)
- بحرین
  - منامه (سفارت)
- چین
  - پکن (سفارت)
- هند
  - دهلی نو (سفارت)
- اندونزی
  - جاکارتا (سفارت)
- ایران
  - تهران (سفارت)
- عراق
  - بغداد (سفارت)
- ژاپن
  - توکیو (سفارت)
- اردن
  - امان (سفارت)
- کره جنوبی
  - سئول (سفارت)
- کویت
  - کویت (سفارت)
- لبنان
  - بیروت (سفارت)
- مالزی
  - کوالالامپور (سفارت)
- عمان
  - مسقط (سفارت)
- پاکستان
  - اسلام‌آباد (سفارت)
- قطر
  - دوحه (سفارت)
- عربستان سعودی
  - ریاض (سفارت)
  - جده (سرکنسولگری)
- سوریه
  - دمشق (سفارت)
- ترکیه
  - آنکارا (سفارت)
  - استانبول (سرکنسولگری)
- امارات متحده عربی
  - ابوظبی (سفارت)
  - دبی (کنسولگری)
- ازبکستان
  - تاشکند (سفارت)
- ویتنام
  - هانوی (سفارت)
- یمن
  - صنعا (سفارت)

## آفریقا
- آنگولا
  - لوآندا (سفارت)
- بورکینافاسو
  - اوآگادوگو (سفارت)
- کامرون
  - یائونده (سفارت)
- چاد
  - انجامنا (سفارت)
- جمهوری کنگو
  - برازاویل (سفارت)
- جمهوری دموکراتیک کنگو
  - کینشاسا (سفارت)
- ساحل عاج
  - ابیجان (سفارت)
- مصر
  - قاهره (سفارت)
- اتیوپی
  - آدیس آبابا (سفارت)
- گابن
  - لیبرویل (سفارت)
- غنا
  - آکرا (سفارت)
- گینه
  - کوناکری (سفارت)
- کنیا
  - نایروبی (سفارت)
- لیبی
  - طرابلس (سفارت)
  - سبها (کنسولگری)
- ماداگاسکار
  - آنتاناناریوو (سفارت)
- مالی
  - باماکو (سفارت)
  - گائو (کنسولگری)
- موریتانی
  - نواکشوت (سفارت)
  - نوادیبو (کنسولگری)
- مراکش
  - رباط (سفارت)
  - کازابلانکا (سرکنسولگری)
  - وجده (کنسولگری)
- موزامبیک
  - ماپوتو (سفارت)
- نامیبیا
  - ویندهوک (سفارت)
- نیجر
  - نیامی (سفارت)
  - اغادیز (کنسولگری)
- نیجریه
  - ابوجا (سفارت)
- رواندا
  - کیگالی (سفارت)
- سنگال
  - داکار (سفارت)
- آفریقای جنوبی
  - پرتوریا (سفارت)
- سودان
  - خارطوم (سفارت)
- تانزانیا
  - دارالسلام (سفارت)
- تونس
  - تونس (سفارت)
  - قفصه (کنسولگری)
  - الکاف (کنسولگری)
- اوگاندا
  - کامپالا (سفارت)
- زیمبابوه
  - حراره (سفارت)

## آمریکا
- آرژانتین
  - بوئنوس آیرس (سفارت)
- برزیل
  - برازیلیا (سفارت)
- کانادا
  - اتاوا (سفارت)
  - مونترال (سرکنسولگری)
- شیلی
  - سانتیاگو (سفارت)
- کلمبیا
  - بوگوتا (سفارت)
- کوبا
  - هاوانا (سفارت)
- مکزیک
  - مکزیکوسیتی (سفارت)
- پرو
  - لیما (سفارت)
- ایالات متحده آمریکا
  - واشنگتن دی سی (سفارت)
  - نیویورک (سرکنسولگری)
- ونزوئلا
  - کاراکاس (سفارت)

## اروپا
- اتریش
  - وین (سفارت)
- بلژیک
  - بروکسل (سفارت)
- بلغارستان
  - صوفیه (سفارت)
- کرواسی
  - زاگرب (سفارت)
- جمهوری چک
  - پراگ (سفارت)
- دانمارک
  - کپنهاگ (سفارت)
- فنلاند
  - هلسینکی (سفارت)
- فرانسه
  - پاریس (سفارت)
  - لیل (سرکنسولگری)
  - لیون (سرکنسولگری)
  - مارسی (سرکنسولگری)
  - استراسبورگ (سرکنسولگری)
  - بزانسون (کنسولگری)
  - بوبینی (کنسولگری)
  - بوردو (کنسولگری)
  - گرونوبل (کنسولگری)
  - متز (کنسولگری)
  - مونپلیه (کنسولگری)
  - نانتر (کنسولگری)
  - نانت (کنسولگری)
  - نیس (کنسولگری)
  - پونتوآز (کنسولگری)
  - سن-اتین (کنسولگری)
  - تولوز (کنسولگری)
  - ویتری-سور-سن (کنسولگری)
- آلمان
  - برلین (سفارت)
  - بن (سرکنسولگری)
- یونان
  - آتن (سفارت)
- مجارستان
  - بوداپست (سفارت)
- ایتالیا
  - رم (سفارت)
  - میلان (سرکنسولگری)
- هلند
  - لاهه (سفارت)
- نروژ
  - اسلو (سفارت)
- لهستان
  - ورشو (سفارت)
- پرتغال
  - لیسبون (سفارت)
- رومانی
  - بخارست (سفارت)
- روسیه
  - مسکو (سفارت)
- صربستان
  - بلگراد (سفارت)
- اسپانیا
  - مادرید (سفارت)
  - آلیکانته (سرکنسولگری)
  - بارسلونا (سرکنسولگری)
- سوئد
  - استکهلم (سفارت)
- سوئیس
  - برن (سفارت)
  - ژنو (سرکنسولگری)
- اوکراین
  - کی یف (سفارت)
- بریتانیا
  - لندن (سفارت)

## اقیانوسیه
- استرالیا
  - کانبرا (سفارت)

## سازمان‌های چند جانبه
- آدیس آبابا (نمایندگی دائمی در اتحادیه آفریقا)
- قاهره (نمایندگی دائمی در اتحادیه عرب)
- اتحادیه اروپا
  - بروکسل (نمایندگی دائمی در اتحادیه اروپا)
- سازمان ملل متحد
  - ژنو (نمایندگی دائمی در سازمان ملل متحد و دیگر سازمان‌های بین‌المللی)
  - نیویورک (هیئت دائمی به سازمان ملل متحد)

## نمایندگی های دیپلماتیک غیر مقیم
شهرهای محل سکونت در پرانتز نوشته شده است
- جمهوری آفریقای مرکزی (برازاویل)
- سیرالئون (کوناکری)
- تایلند (کوالالامپور)
- تیمور شرقی (جاکارتا)